# Yakayurt
Yakayurt ist ein Dorf im Landkreis Sarayköy der türkischen Provinz Denizli. Yakayurt liegt etwa 27 km nordwestlich der Provinzhauptstadt Denizli und 4 km nordwestlich von Sarayköy. Yakayurt hatte laut der letzten Volkszählung 94 Einwohner (Stand Ende Dezember 2010).